# Henry Coston
Henry Coston, pseudonimo di Henri Coston (Parigi, 20 dicembre 1910 – Caen, 26 luglio 2001), è stato un giornalista, editore, saggista collaborazionista e antisemita francese.
Nel periodo tra le due guerre si fece conoscere come giornalista e militante di estrema destra, antisemita e antimassone. Collaborazionista durante l'occupazione tedesca, fu condannato alla Liberazione. Uscito di prigione, riprese la sua carriera di giornalista ed editore, che condusse fino alla fine della sua vita specializzandosi nello studio della politica francese e delle reti d'influenza
; considerato, in una parte degli ambienti di estrema destra, come autore di riferimento, ha pubblicato un Dictionnaire de la politique française in quattro volumi.

## Biografia
La famiglia si era trasferita a Villeneuve-sur-Lot, dove a 16 anni Coston dovette cominciare a lavorare come impiegato di banca presso la Société générale, e animava la sezione locale dell'Action française, di cui divenne il giovanissimo segretario e che lasciò nel 1932. La vocazione giornalistica si manifestò precocemente, con gli articoli che scriveva per il giornale monarchico e cattolico di Tolosa, LExpress du Midi, come responsabile della cronaca del circondario; questi scritti indussero però importanti clienti della banca in cui lavorava a protestare con la direzione, il che lo spinse a lasciare Villeneuve-sur-Lot e a trasferirsi a Parigi, dopo aver fondato La Contre-Révolution, rivista antisemita, anticomunista, antimassonica e particolarmente polemica contro il potente deputato locale Georges Leygues, della quale uscirono solo due numeri.

### Gli anni 1930
Nel 1930 Coston creò l'associazione Jeunesses anti-juives (Giovinezze antisemite), che aveva come programma l'esclusione degli ebrei dalla comunità francese e la confisca dei loro beni, e poi il giornale La Révolte ouvrière con Henry Charbonneau.
Antisemita dottrinario, Coston si richiamava a Édouard Drumont al punto di rilanciare La Libre Parole, il giornale creato dal polemista antisemita durante gli anni 1890. Con la collaborazione di Jacques Ploncard d'Assac, di Albert Monniot, di Jules Molle e di Jean Drault, fondò nello stesso anno un "Partito nazionale popolare", poi nel 1933 sostenne il "Francismo" di Marcel Bucard, al quale propose di assorbire La Libre Parole. Bucard rifiutò tuttavia il suo antisemitismo virulento, e allora Coston partecipò, con Ploncard e gli altri, alla creazione del "Fronte nazionale operaio contadino", chiamato anche «I Francisti» (in opposizione/concorrenza ai francisti di Bucard), partito di ispirazione fascista, «vicino al nazionalsocialismo tedesco» quanto alla sua dottrina e sciolto nel 1934.
Sempre nel 1934 Coston divenne il corrispondente francese della Welt-dienst, agenzia stampa nazionalsocialista e centro tedesco di propaganda antiebraica con sede a Erfurt diretto da Ulrich Fleischhauer. Un anno dopo fu ricevuto dal gauleiter di Franconia, Julius Streicher, durante il Raduno di Norimberga del 1935. Queste relazioni con la Germania nazista gli valsero violenti attacchi dall'Action française, voce di destra nettamente antiparlamentarista, nazionalista, monarchica, anticomunista, antimassonica ed antisemita, ma germanofoba fin dai suoi inizi.
Aderì allora al Partito Popolare Francese (PPF) di Jacques Doriot, dove fu incaricato dei servizi di intelligence.
Nel 1936 partì per l'Algeria con l'obiettivo di farsi eleggere deputato di Algeri in occasione delle elezioni legislative - sotto l'etichetta «candidato antiebraico di Unione Latina» - ma fu sconfitto. Tornò a Parigi nel 1937, dove creò diverse piccole case editrici antisemite e antimassoniche, pubblicò alcuni romanzi polizieschi (per la maggior parte incentrati sulla massoneria, come L'Affaire Dargence). Nel 1937 fondò e diresse un'altra testatina, Le Siècle nouveau, rivista mensile nazionalista, antisemita, antimassonica, che durò un anno, fino al 1938.
La Libre Parole venne soppressa dal decreto di Paul Marchandeau del 21 aprile 1939
 
Anche gli occupanti tedeschi comunque gli rifiuteranno, nel febbraio 1941, l'autorizzazione a farla riapparire.

### Il collaborazionista
Durante la seconda guerra mondiale Coston fu vicepresidente dell'Associazione dei giornalisti antisemiti. Chiamato da Jean Drault, già collaboratore della Libre parole, diventò segretario di redazione del quotidiano collaborazionista La France au travail, che con il sottotitolo "Grande quotidiano d'informazione al servizio del popolo francese" raggiunse 180.000 copie nell'agosto 1940
. 
Nel 1941 Coston fondò un "Centro d'azione e di documentazione", che si occupava di questione razziale, propaganda antisemita e informazione antimassonica, pubblicando un "Bollettino d'informazione antimassonica" settimanale, che diresse fino alla sua chiusura nel 1944, poi un "Bollettino d'informazione sulla questione ebraica", altro settimanale pubblicato da marzo a luglio 1944. Nel 1942 fu presidente delle ammissioni ad un "Circolo ariano" e nello stesso anno pubblicò «La finance juive et les trust». Nel 1943 fu decorato con l'Ordine della francisca gallica e pubblicò un altro paio di opuscoli antisemiti.
Alla Liberazione fuggì in Germania, poi a Praga; arrestato in Austria nel 1946, fu processato nel 1947 per collaborazionismo e condannato l'anno successivo ai lavori forzati a vita; anche la sua terza moglie, Gilberte, fu incarcerata per diversi mesi. 
Nell'infermeria della prigione dell'Île de Ré, scrisse L'ABC du journalisme, cours élémentaire en 30 leçons. Nel 1951 ottenne una grazia per motivi di salute che divenne definitiva nel 1955.

### Editore e giornalista
Coston aveva sposato nel 1932 Maria Rosaria Teresina Dupont, detta del Rosario; in seconde nozze a Clichy Denise Hélène Pilloud, dalla quale divorziò nel 1948; sposò infine Gilberte Elisa Bories il 10 marzo 1949 a Saint-Martin-de-Ré.
Nel 1952 la moglie fondò la Librairie française, che a partire dal 1954 si trasformò gradualmente in casa editrice e distributrice, figurandone direttrice la moglie, ed essendone lui stesso direttore letterario
.
Nel 1957 Coston fondò con Michel de Mauny e Pierre-Antoine Cousteau la rivista Lectures françaises e riprese le sue attività editoriali antimassoniche e antisemite modificandone la forma, ma senza rinnegare le sue precedenti convinzioni. Scrisse su svariate pubblicazioni nazionaliste e di destra (Jeune Nation, Défense de l'Occident, Carrefour, L'Écho de la presse et de la publicité, Europe-Action e più tardi, su Présent, quotidiano di cattolici tradizionalisti, e su National-Hebdo, settimanale ufficioso del Fronte Nazionale, utilizzando molti pseudonimi.
Tramite la figlia Micheline, conobbe Alain de Benoist, ideologo della Nuova Destra, del quale pubblicò i primi articoli politici sulle Lectures françaises sotto lo pseudonimo di Cédric de Gentissard. Sulle Lectures pubblicò anche diversi articoli di Paul Rassinier, suo intimo amico, che costituiva ai suoi occhi, con Maurice Bardèche, una «doppia garanzia, politica e storica». In questa attività Henry Coston non produsse personalmente testi negazionisti, ma ne assicurò la promozione nelle sue pubblicazioni e come editore.

## Antisemitismo e antimassoneria
Negli anni 1960 Coston continuò a giustificare l'antisemitismo, distinguendo un «buon» antisemitismo francese dall'antisemitismo di tipo nazista: 
(Paul Sérant, Le Romantisme fasciste, p. 77)
In questi anni i suoi scritti riguardano soprattutto il presunto dominio dei massoni e dell'alta finanza sulla politica e la stampa francesi. All'uscita del Retour des 200 familles (Il ritorno delle 200 famiglie), nel 1960, Le Canard enchaîné scriveva: "[Coston] è quasi sempre straordinariamente informato, i suoi dossier sono quasi sempre seri e ha il merito di non far parlare di sé", presentandolo poi come «un po' fascista sui bordi, fortemente petainista, sospetto antisemita».
In uno dei suoi ultimi scritti, Infiltrations ennemies dans la droite nationale et populaire (Infiltrazioni nemiche nella destra nazionale e popolare), pubblicato nel 1999, Coston sosteneva in effetti che un'infiltrazione della massoneria, in particolare della Grande Loggia nazionale francese (GLNF), fosse stata la causa della scissione del Fronte nazionale di quell'anno.
Fece parte anche dell'Associazione degli amici di Robert Brasillach.

## IlDictionnaire de la politique française
Coston è l'autore di un Dizionario della politica francese in 4 volumi, che presenta i principali attori (riviste, movimenti, partiti, ideologie, club, logge massoniche) delle destre e delle sinistre francesi nel XX secolo. 
Pierre Assouline lo descrive come «un'opera indispensabile allo storico, a condizione di utilizzarla con cautela [...]. Talvolta citato, spesso saccheggiato, il Dizionario della politica francese è infatti una miniera d'informazioni sulla stampa e sui movimenti politici, i giornalisti e i politici del periodo tra le due guerre e l'Occupazione.».
Per lo storico israeliano Simon Epstein, «il suo stile, certo, si è evoluto. Maltrattava gli ebrei prima del 1939; inseguiva furiosamente i "giovani" tra il 1940 e il 1944; si limita ormai, con una penna addolorata, a identificare e punzecchiare gli "israeliti". I quattro volumi del suo Dizionario della Politica Francese costituiscono tuttavia - purché si abbia cura di verificarne i riferimenti, che peraltro sono abbastanza spesso esatti - una fonte non trascurabile di informazioni.».

## Morte ed eredità
Coston muore nel luglio 2001, dopo aver iniziato a scrivere le sue memorie (in tre volumi), e aver lanciato una nuova pubblicazione, Nous les Français (Noi francesi). 
È sepolto nel cimitero parigino di Bagneux. 
Yann Moncomble ed Emmanuel Ratier possono essere considerati come i «successori» di Coston, grazie alla loro attività di archivisti della politica e ai loro scritti cospirazionisti.